# Antonio Serra y Oliveres
Antonio Serra y Oliveres (Barcelona, 1819-Barcelona, 1900) fue un tipógrafo, impresor, cajista, periodista y escritor español.

## Biografía
Nacido el 1 de marzo de 1819 en Barcelona, era hijo del tipógrafo Joaquín Serra. Su madrina fue Eulalia Ferrer de Brusi, esposa del introductor de la litografía en España. Pasó sus primeros años en las Escuelas Pías de San Antón, luego estudió dibujo, francés, física y química en las clases de la Lonja y más tarde curso en la Universidad de Barcelona Filosofía y Lengua Griega. Al marchar a Madrid aprendió inglés y en París estudió hebreo, completó sus conocimientos de griego y aprendió música y canto. En Barcelona, siendo muy joven, fue cajista en las imprentas de Verdaguer y Torner. A la edad de dieciocho años marchó a París en 1837 y allí fue encargado de la sección de trabajos de lujo de la casa Pankouke y Everard. La embajada de Rusia en París le propuso ocupar el cargo de segundo regente de la imprenta nacional rusa de San Petersburgo y estar la frente de la sección de impresos franceses. Sin embargo, a pesar de aceptar el empleo, no llegó a partir a Rusia, pues tuvo que volver a Barcelona en 1839 con motivo de la muerte de su muerte. Estuvo en Barcelona trabajando en la imprenta de Brusi, de la que fue regente desde 1840, o algo antes, hasta 1846, cuando se trasladó a Madrid. Allí fue solicitado para trabajar en las imprentas de Rivadeneyra y de Boix, sin embargo no aceptó sus ofertas. En la capital regentó la casa Gaspar y Roig y al salir de ella, tras varios años, tomó una imprenta por su cuenta, que hubo de abandonar al contrar una enfermedad.
En agosto de 1852 emprendió un viaje transatlántico que le llevó hasta Montevideo y de allí a los pocos días hasta Buenos Aires, donde se estableció como impresor. Editó varias obras y publicó La Ilustración Argentina (1853), de la que fue impresor, editor y uno de los redactores. Sin embargo decidió marchar a Chile y llegó a Valparaíso en marzo de 1854, donde se estableció de nuevo. Fundó allí una revista y fue director y redactor en jefe del Diario Republicano. En 1859 liquidó sus cuentas y cerró su establecimiento de Valparaíso para regresar a Barcelona, donde permaneció hasta su deceso el 4 de diciembre de 1900, a la edad de ochenta y un años. Fue amigo de Manuel Rivadeneyra.